# Flurtamon
Flurtamon ist eine chemische Verbindung aus der Gruppe der Furanone. Es wird in der Landwirtschaft als Herbizid eingesetzt.

## Stereochemie
Flurtamon weist ein Stereozentrum auf, bildet dementsprechend zwei Enantiomere. Verwendet wird das Racemat, also das 1:1-Gemisch aus der (S)- und (R)-Form:
| Enantiomere von Flurtamon | Enantiomere von Flurtamon |
| ------------------------- | ------------------------- |
| (S)-Enantiomer            | (R)-Enantiomer            |

## Wirkung
Die Wirkungsweise von Flurtamon wird der HRAC-Gruppe F1 zugeordnet.
Die Herbizide der HRAC-Gruppe F1 beeinflussen in den Zielorganismen die Biosynthese von Carotinoiden.
Das molekulare Charakteristikum dieser Gruppe ist die Tetrafluorkohlenstoff-Phenyl-Teilstruktur.
Carotinoide haben eine wichtige Funktion in der Photosynthese. Sie dienen als akzessorische Pigmente. Fehlen diese Pigmente, sind die Lichtsammelkomplexe in den Chloroplasten, der Ort der Photosynthese, nicht mehr effektiv in der Lage, verschiedene Wellenlängen zu absorbieren, wodurch die Photosynthese abnimmt.
Neben der Funktion der Lichtabsorption dienen die Carotinoide in Früchten und Blüten auch als Farbstoffe. Des Weiteren haben Carotinoide die Eigenschaft, die photoinduzierte Bildung reaktiver Sauerstoffspezies entgegenzuwirken. Carotinoide schützen so das Chlorophyll, das für die grüne Farbe von Blättern sorgt, vor photooxidativer Zerstörung.
Flurtamon hemmt in der Carotinoidbiosynthese das Enzym Phytoen-Desaturase (PDS). PDS katalysiert in der Biosynthese die Dehydrierung von Phytoen, welche erforderlich ist, damit in weiteren Reaktionsschritten die letztendliche Carotinoidsynthese stattfinden kann.
Bei Anwesenheit von Flurtamon können Pflanzen die lebenswichtigen Carotinoide nicht mehr bilden. Dies führt zum Absterben des Organismus.
Durch die Abwesenheit der Carotinoide treten vermehrt reaktionsfreudige Sauerstoffverbindungen auf, die dafür sorgen, dass die Chlorophylle in der Pflanze oxidiert werden und die grüne Farbe abnimmt. Deswegen werden Herbizide, die die Carotinoidsynthese hemmen, auch als Bleichherbizide bezeichnet.

## Zulassung
Flurtamon war seit dem 1. Januar 2004 im Europäischen Wirtschaftsraum zugelassen. Die Mitgliedstaaten mussten jedoch bis spätestens 27. Juni 2019 die Zulassungen für Pflanzenschutzmittel, die Flurtamon als Wirkstoff enthalten, widerrufen. Eine Aufbrauchfrist von maximal neun Monaten wurde gewährt.
In der Schweiz sind ebenfalls keine Pflanzenschutzmittel mit diesem Wirkstoff mehr im Handel.

## Handelsnamen
- Bacara, Cadou